# ベン・パーカー
ベンジャミン・フランクリン＝ベン・パーカー（Benjamin Franklin "Ben" Parker）は、マーベル・コミックのスパイダーマンに登場するキャラクター。ベンはメイ・パーカーの夫、ピーター・パーカーの父方の叔父だが、父親のような存在を持つ人物。このキャラクターは、スタン・リーとスティーブ・ディッコが生み出した。1962年1月に発売された「Strange Tales #97」でベンおじさんとして初登場となるが、完全な姿としては1962年8月に発売された「Amazing Fantasy #15」で初登場。彼のモデルはベンジャミン・フランクリン。
このキャラクターは、スパイダーマンの歴史の中では非常に重要な人物で描かれることが多い。

## 誕生
ニューヨーク市ブルックリンに誕生。ベンは憲兵に入隊する訓練を受けており、バンド歌手として活動していた時期もあった。将来の妻となるメイ・ライリーとは、高校時代からの知人である。しかし、そんなライリーも犯罪をする少年に関心していた。ある夜、とても恐ろしき少年がメイのもとへ行き、その場でプロポーズしたが、ベンはその少年のことを犯罪者だと伝えた。少年が逮捕された際、メイの心が酷く傷つき、ベンはメイを慰めた。これを理由に2人の関係は愛へと繋がり、2人は幸せな結婚生活を送ることになった。ベンの弟であるリチャード・パーカーと妻のメアリー・パーカーが飛行機事故で命を落とした際、ベンとメイはひとりぼっちとなった息子のピーターを引き取り、自分の息子のように育てた。
ピーター・パーカーが高校生のとき、放射線を浴びたクモに噛まれたことによりスーパーパワーを手に入れる。スパイダーマンのコスチュームを着たピーターは、プロレスで覆面レスラーとして出場し、テレビ出演を果たすため、新たなパワーを発揮しようとする。テレビ出演から戻ると、スパイダーマンが警備員に追われている強盗を目撃する。警備員がスパイダーマンに強盗を捕まえるよう頼んだが、これに対してスパイダーマンは犯罪者を捕まえるのは自分の仕事じゃないと断り、強盗は逃亡する。
ピーターが家に帰ると、目の前にパトカーが止まっていることに気づき、「何があったんだ？」と思って急いで走り、1人の警官に会う。ピーターが警官に「何かあった？」と問うと、警官から「おじさんが銃撃されて亡くなった」と知らされ、「嘘だ、そんなのあんまりだ！」と腹を立てたピーターは、泥棒を捕まえるために、警官から聞いた「誰も立ち寄る事ができない港近くにあるアクメ社の古い倉庫」に行くため、スパイダーマンに着替えてクモの糸でその倉庫に飛び込み、帽子の男を捕まえた。ところが、その男がスパイダーマン自身が逃がしたテレビ局の強盗だと分かり、警官の言う通りに捕まえていればベンの命は救われていた。結果、ピーターはベンが死んだのは全て自分の責任だと考え、ベンが生前に残した「大いなる力には、大いなる責任が伴う」という言葉を理解し、悪いやつらと戦うためにスーパーヒーローを目指すこととなった。

## メディアミックス

### テレビアニメ
スパイダーマン（1967年）
声 - トム・ハーヴェイ、日本語吹き替え版 - 松岡文雄（初代）、不明（2代目）、麦人（3代目）
初登場回は「スパイダーマンの誕生」。ただ『メイ、ピーターはまだ勉強かな？』と話すのみであり、メイとの会話で終わっている。
スパイダーマン（1981年）
声 - ポール・ウィンチェル、日本語吹き替え版 - 不明（初代）、麦人（2代目）
第22話「Arsenic and Aunt May」のみ登場。キャットバグラーがいとこの泥棒の話をしており、泥棒が家の中に入ってベンを銃で殺害した後に港近くの古い倉庫へ逃亡するが、スパイダーマンに見つかってクモの巣を掛けられる。
スパイダーマン&アメイジング・フレンズ（1981年）
声 - フランク・ウェルカー、日本語吹き替え版 - 不明（ビデオ版）、麦人（トゥーンディズニー版）
シーズン2のエピソード「スパイダーマン引退!?」に登場。
スパイダーマン（1994年）
声 - ブライアン・キース、日本語吹き替え版 - 麦人
スペクタキュラー・スパイダーマン（2008年）
声 - エド・アズナー、日本語吹き替え版 - 星野充昭
アルティメット・スパイダーマン（2012年）
声 - グレッグ・グランバーグ、日本語吹き替え版 - ?
マーベル スパイダーマン（2017年）
声 - パット・オズワルド、日本語吹き替え版 - ?
この作品では回想シーンのみでの登場。

### 映画

#### サム・ライミ版
- ベン・パーカーはサム・ライミ監督の映画3部作に登場し、クリフ・ロバートソンが演じている。日本語吹き替え版は勝部演之。
  - スパイダーマン
  - スパイダーマン2
  - スパイダーマン3

#### マーク・ウェブ版
- ベン・パーカーはマーク・ウェブ監督の映画作に登場し、マーティン・シーンが演じている。日本語吹き替え版は佐々木敏[1]。
  - アメイジング・スパイダーマン（2012年）

#### ソニー版
マダム・ウェブ
演 - アダム・スコット、日本語吹き替え版 - 萩原聖人

### アニメ映画版
スパイダーマン:スパイダーバース（2018年）
声 - クリフ・ロバートソン、日本語吹き替え版 - 長克巳
冒頭映像の回想シーンで登場している。ベンがピーターに「大いなる力には、大いなる責任が伴う」と言い残すシーンは、最初の実写映画にある「自動車に乗っているピーターとベン」のシーンから流用されている。

### テレビゲーム
スパイダーマン（2002年）
声 - ピーター・ルーリー、日本語吹き替え版 - 不明
アメイジング・スパイダーマン2（2014年）
声 - マーク・ブラムホール、日本語吹き替え版 - 不明
Marvel's Spider-Man（2018年）
写真にのみ登場。